# هندریکیه فیتس
هندریکیه فیتس (آلمانی: Hendrikje Fitz؛ ‏ ۱۵ سپتامبر ۱۹۶۱ – ۷ آوریل ۲۰۱۶) بازیگر اهل آلمان بود. وی بین سال‌های ۱۹۸۹ تا ۲۰۱۶ میلادی فعالیت می‌کرد.
از فیلم‌ها یا مجموعه‌های تلویزیونی که وی در آن‌ها ایفای نقش داشته‌است، می‌توان به بفرمایید شام (نسخهٔ آلمانی آن) اشاره نمود.